# Затишний провулок (Київ)
За́ти́шний прову́лок — зниклий провулок, що існував у Дарницькому районі міста Києва, місцевість Позняки. Пролягав від Затишної вулиці до кінця забудови.

## Історія
Провулок виник у першій половині XX століття (не пізніше кінця 1930-х років). На карті міста 1943 року показаний як частина Заплавної вулиці. Назву Затишний провулок отримав у середині 1950-х років. 
Ліквідований наприкінці 1980-х — на початку 1990-х років (до 1994 року) у зв'язку з частковим знесення малоповерхової забудови. Нині на його місці розташований гаражно-будівельний кооператив.